# Distrito 2 (El Alto)
El distrito urbano municipal 2 de El Alto o denominado simplemente también como distrito 2, es uno de los 14 distritos que conforman el municipio de El Alto, el cual se encuentra ubicado en la provincia de Murillo del departamento de La Paz. El distrito es considerado urbano. 
Según el último censo boliviano de 2012, el distrito 2 tiene una población de 73 939 habitantes, lo que lo convierte en el séptimo distrito más poblado de la ciudad de El Alto, después de los distritos 3, 8, 4, 5, 6 y 1. Porcentualmente, de todos los habitantes de El Alto, alrededor de un 8,71 %  viven en el distrito 2.
En cuanto a su extensión territorial, el distrito 2 posee una superficie de 11,98 km² y una densidad de población de 6171 habitantes por km², siendo uno de los distritos más densamente poblados.
Geográficamente, el distrito 2 limita al norte con el distrito 6, al sur con el distrito 8, al este con el distrito 1 y el municipio de Achocalla y al oeste con el distrito 3 y con parte del distrito 8.

## Demografía
| Población Histórica del Distrito 2 de El Alto | Población Histórica del Distrito 2 de El Alto | Población Histórica del Distrito 2 de El Alto |
| Año                                           | Habitantes                                    | Fuente                                        |
| --------------------------------------------- | --------------------------------------------- | --------------------------------------------- |
| 1992                                          | 52 026                                        | Censo boliviano de 1992                       |
| 2001                                          | 75 519                                        | Censo boliviano de 2001                       |
| 2012                                          | 73 939                                        | Censo boliviano de 2012                       |
| 2020                                          | 82 220                                        | Estimaciones del INE                          |

## Urbanización
El distrito 2 está compuesto por los siguientes 59 barrios, también llamadas urbanizaciones: